# Коциан, Эва
Эва Коциан (венг. Kóczián Eva; 25 мая 1936, Будапешт) — венгерская спортсменка, игрок в настольный теннис. Родная сестра трехкратного чемпиона мира Йожефа Коциана.

## Биография
Начала играть на уроках физкультуры в 1949 году. В этом году ее родной брат Йожеф стал чемпионом мира. Именно он распознал в Эве талант и устроил ее играть в небольшой команде Западного вокзала. Постоянные тренировки вывели мастерство юной теннисистки на новый уровень, и в 1951 году она перешла в СК «Васас», где тренировалась с ровесниками и готовилась к чемпионату страны.
Её успехи были таковы, что уже в 1953 году она попала в сборную страны, которая завоевала бронзовые медали чемпионата мира. После этого она входила в сборную страны постоянно, а когда с 1958 года начали проводиться чемпионаты Европы по настольному теннису — уже на первом из них завоевала чемпионский титул в одиночном разряде. В конце 1960-х годов завершила спортивную карьеру и в 1970-х сосредоточилась на тренерской работе.
В 1960 году вышла замуж за товарища по команде Ласло Фёльди, однако в 1966 году они развелись.